# The Hollow Crown
The Hollow Crown (bra: A Coroa Vazia) é uma série de televisão britânica de 2012 adaptada a partir das historias de William Shakespeare. É estrelada por Ben Whishaw, Jeremy Irons, Tom Hiddleston, Benedict Cumberbatch, Hugh Bonneville, Judi Dench, Sophie Okonedo e Tom Sturridge.
A série foi desenvolvida pela BBC Two e Neal Street Productions em associação com NBCUniversal. Uma continuação foi exibida em 2016 sob o título de The Hollow Crown: The Wars of the Roses, em uma referência à Guerra das Rosas, estrelada por Benedict Cumberbatch, Hugh Bonneville, Judi Dench, Sophie Okonedo e Tom Sturridge.

## Episódios
| Título           | Diretor       | Originalmente exibido |
| ---------------- | ------------- | --------------------- |
| Richard II       | Rupert Goold  | 30 de junho de 2012   |
| Henry IV, Part 1 | Richard Eyre  | 7 de julho de 2012    |
| Henry IV, Part 2 | Richard Eyre  | 14 de julho de 2012   |
| Henry V          | Thea Sharrock | 21 de julho de 2012   |
| Henry VI, Part 1 | Dominic Cooke | 7 de maio de 2016     |
| Henry VI, Part 2 | Dominic Cooke | 14 de maio de 2016    |
| Richard III      | Dominic Cooke | 21 de maio de 2016    |